# Gmina Jasieniec
Die Gmina Jasieniec ist eine Landgemeinde im Powiat Grójecki der Woiwodschaft Masowien in Polen. Ihr Sitz ist das gleichnamige Dorf.

## Gliederung
Zur Landgemeinde Jasieniec gehören folgende Ortschaften mit einem Schulzenamt:
Alfonsowo
Boglewice
Bronisławów
Czachów
Franciszków
Gniejewice
Gołębiów
Gośniewice
Ignaców
Jasieniec
Koziegłowy
Kurczowa Wieś
Leżne
Łychowska Wola
Łychów
Miedzechów
Nowy Miedzechów
Olszany
Orzechowo
Osiny
Przydróżek
Ryszki
Rytomoczydła
Stefanków
Turowice
Turowice-Kolonia
Tworki
Warpęsy
Wierzchowina
Wola Boglewska
Zbrosza Duża